# Brianzón
Brianzón (en francés Briançon [bʁi.jɑ̃.ˈsɔ̃]) es una comunidad francesa situada en el departamento de los Altos Alpes, en la región de Provenza-Alpes-Costa Azul. Situada a 1350 metros sobre el nivel del mar,  se trata de la ciudad más alta de Francia y la segunda ciudad más alta de Europa, superada por Davos, Suiza, a 1.560 metros.

## Demografía
| 7570 | 8215 | 9235 | 9403 | 11 041 | 10 737 |
| Para los censos de 1962 a 1999 la población legal corresponde a la población sin duplicidades (Fuente: INSEE [Consultar]) |      |      |      |        |        |

## Cultura y patrimonio

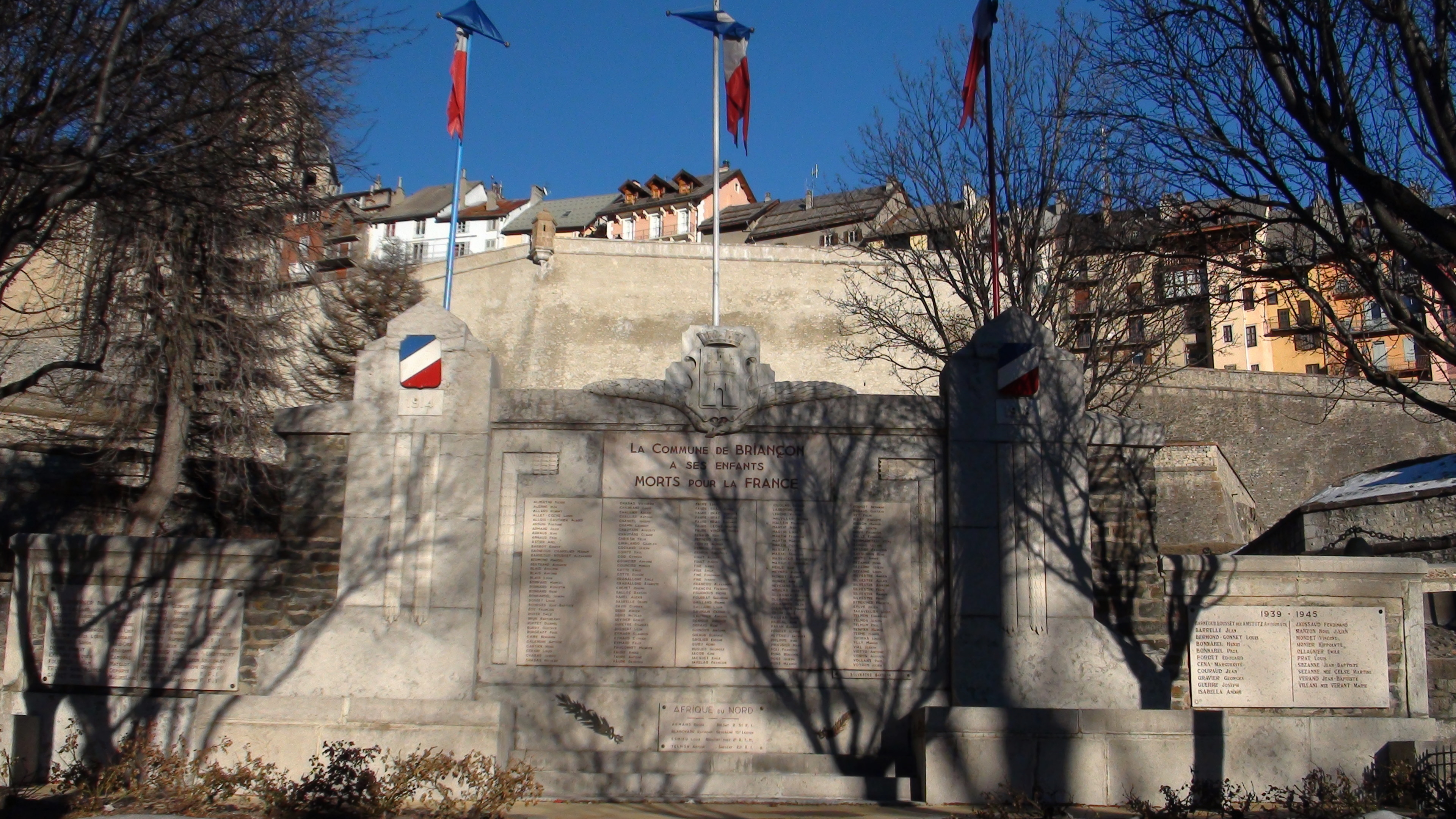
Memorial de la Guerra en Brianzón

Brianzón está clasificada como una ciudad de arte y de historia. Diversas edificaciones y otros tipos de construcciones están catalogadas como Monumento histórico de Francia y su recinto urbano, los fuertes des Salettes, des Têtes, Randouillet, junto al puente Asfeld y fachadas, restos de edificios y terrenos continuos llamados Communication Y fueron clasificados como patrimonio de la humanidad por la UNESCO, el 7 de julio de 2008.

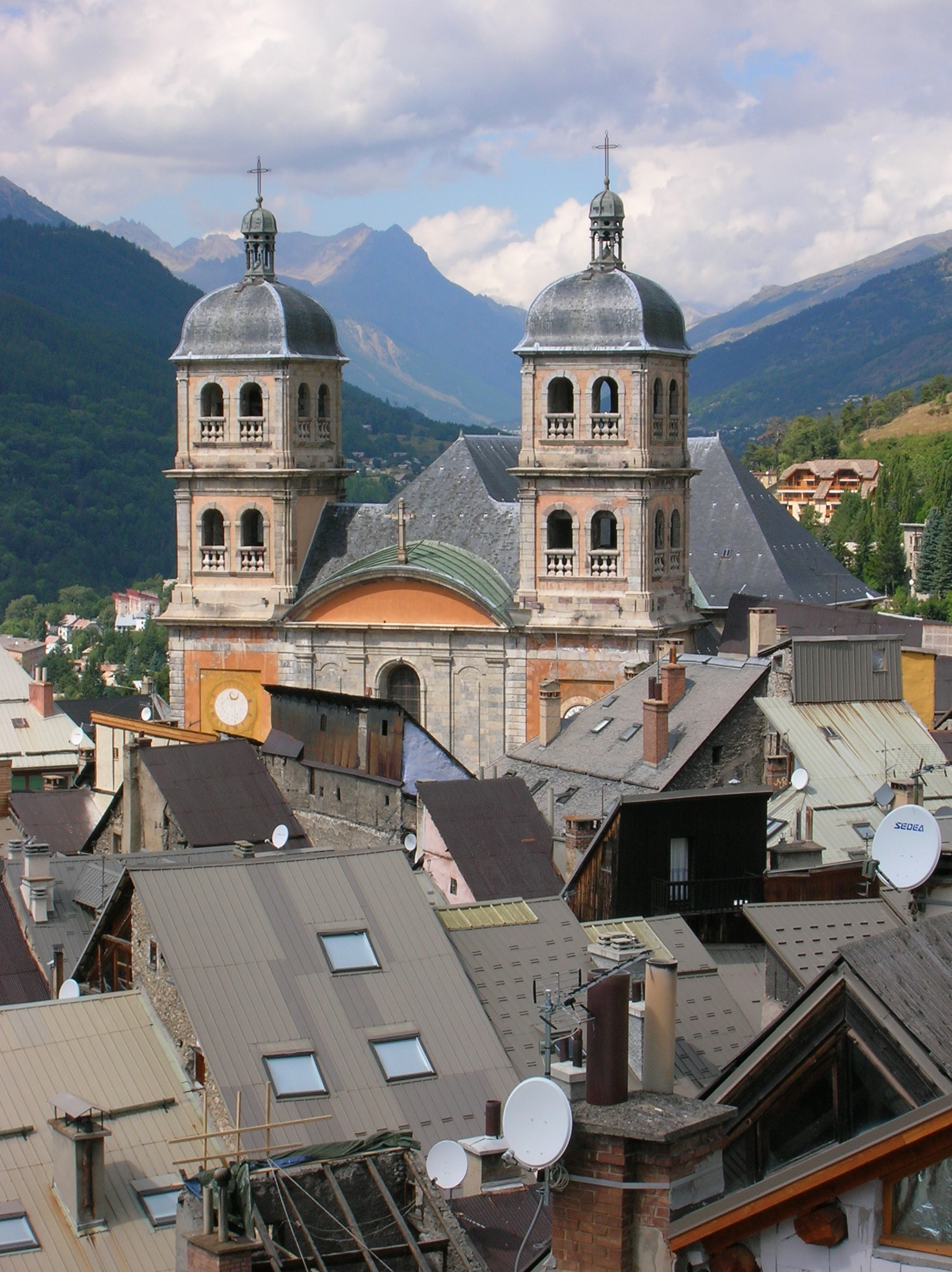
Iglesia Colegial de Nuestra Señora

Es un lugar de destino de esquiadores de todo el mundo que acuden a la cercana estación de Serre Chevalier.
Durante el verano de 2019 fue sede del Campeonato Mundial de Escalada.

## Tour de Francia
En el año 2007 fue escenario de llegada de la novena etapa del Tour de Francia, ganada por el colombiano Mauricio Soler.